# Allium crameri
Allium crameri är en amaryllisväxtart som beskrevs av Paul Friedrich August Ascherson och Pierre Edmond Boissier. Allium crameri ingår i släktet lökar, och familjen amaryllisväxter. Inga underarter finns listade i Catalogue of Life.